# Matrimonio igualitario en Bosnia y Herzegovina
Bosnia y Herzegovina no reconocen el matrimonio igualitario ni las uniones civiles. En 2018, el Gobierno de la Federación de Bosnia y Herzegovina, una de las dos entidades que conforman Bosnia y Herzegovina, anunció su intención de legalizar las uniones civiles.

## Uniones civiles
Bosnia y Herzegovina no reconoce las uniones civiles, que ofrecerían a las parejas del mismo sexo un subconjunto de los derechos, beneficios y obligaciones del matrimonio. Las parejas del mismo sexo enfrentan muchos obstáculos legales en Bosnia y Herzegovina. No gozan de reconocimiento ni protección legal, lo que limita el «ejercicio de diversos derechos que sí están disponibles para las parejas heterosexuales». Las parejas del mismo sexo no pueden optar beneficios fiscales ni a préstamos para vivienda. Además, si uno de los miembros de la pareja fallece, el otro no tiene derecho a heredar legalmente los bienes del fallecido. Si uno de los miembros es hospitalizado, el otro no tiene derecho a visitarlo, ya que no se le considera familiar.
Sin embargo, desde enero de 2023, Bosnia y Herzegovina está obligada por la sentencia del Tribunal Europeo de Derechos Humanos en el caso Fedotova a brindar reconocimiento legal a las uniones entre personas del mismo sexo. El tribunal dictaminó que el Artículo 8 del Convenio Europeo de Derechos Humanos, garantiza el derecho a la vida privada y familia e impone a todos los estados miembros del Consejo de Europa la obligación positiva de reconocer las uniones homosexuales.
El 19 de octubre de 2018, el Gobierno de la Federación de Bosnia y Herzegovina adoptó una propuesta para legalizar las uniones civiles. El gobierno formó un grupo de trabajo para analizar la propuesta, que necesitaría ser adoptada por el Parlamento. El grupo fue constituido en enero de 2020 y debía comenzar su labor en abril del mismo año, pero fue pospuesto debido a la pandemia de COVID-19. En diciembre de 2022, se realizaron consultas públicas sobre los derechos de las parejas del mismo sexo. En junio de 2023, el gobierno aceptó el informe del grupo de trabajo y anunció su intención de comenzar a redactar la legislación. Brković instó al gobierno a aprobar urgentemente la legislación sobre uniones civiles, sosteniendo que: «Es necesario regular legal e integralmente la situación jurídica de las personas en uniones del mismo sexo».

## Matrimonio igualitario
No existe reconocimiento legal de las parejas del mismo sexo ni a nivel nacional ni subnacional. La Constitución de Bosnia y Herzegovina no se pronuncia sobre la elegibilidad de género para contraer matrimonio. La única mención al matrimonio está en el Artículo 2(3), que establece que «todas las personas en el territorio de Bosnia y Herzegovina gozarán de los derechos humanos y las libertades fundamentales mencionados en el párrafo 2 supra; estos incluyen [...] el derecho a contraer matrimonio y a fundar una familia». A nivel subnacional, tanto las entidades —la Federación de Bosnia y Herzegovina y la República Srpska— como el Distrito de Brčko, limitan el matrimonio a parejas de distinto sexo, según sus respectivos códigos de familia.
Existen casos de parejas del mismo sexo de Bosnia y Herzegovina que viajan a países vecinos para casarse y, al regresar a su país de origen, solicitan a las autoridades del registro civil nacional el reconocimiento de sus actas de matrimonio extranjeras para «ejercer sus derechos [en Bosnia y Herzegovina]». Todos estos casos han acabado en los tribunales y están a la espera de resolución.

## Opinión pública
Según una encuesta realizada por el Pew Research Center en 2017, el 13% de los encuestados en Bosnia y Herzegovina apoyaba el matrimonio igualitario, mientras que el 84% se oponía y el 3% estaba indeciso o se había negado a responder. El apoyo fue del 14% entre musulmanes, 8% entre cristianos ortodoxos y 7% entre católicos. Una encuesta de Valicon en 2019 mostró que el 14% de los residentes del Cantón de Sarajevo apoyaba la legalización del matrimonio igualitario, mientras que el 81% se oponía.
Una encuesta de Ipsos de diciembre de 2022 mostró que el 26% de los bosnios consideraban el matrimonio entre personas del mismo sexo como «aceptable» (11% «completamente» y 15% «mayormente»), mientras que el 71% lo consideraban «inaceptable» (56% «completamente» y 15% «mayormente»). Esto representó un aumento respecto a 2015, cuando solo el 9% apoyaba el matrimonio igualitario. En cuanto a los derechos «especiales», el 59% apoyaba que las parejas del mismo sexo tuvieran derecho a una pensión de supervivencia en caso de fallecimiento del cónyuge.
Una encuesta del Sarajevski Otvoreni Centar en 2023 estimó que el 53% de los bosnios apoyaba las parejas civiles entre personas del mismo sexo, mientras que el 26% se oponía y el 21% estaba indeciso.